# Звериноголовский район
Звериноголовский район — административно-территориальная единица (район) в Курганской области России. В рамках организации местного самоуправления в границах района существует муниципальное образование Звериноголовский муниципальный округ (с 2004 до 2021 гг. — муниципальный район).
Административный центр — село Звериноголовское.

## География
Район расположен на юге Курганской области. Его соседями являются Куртамышский и Притобольный районы области. На юге граничит с Казахстаном (Костанайской областью). На границе с Казахстаном в посёлке Украинец расположен круглосуточный пограничный пункт пропуска «Звериноголовское», действующий только для граждан России и Казахстана.

## История

### 1923—1963 гг.
Звериноголовский район образован на основании постановлений ВЦИК от 3 и 12 ноября 1923 года в составе Курганского округа Уральской области с центром в станице Звериноголовской из волостей: Плотниковской Курганского уезда и Березовской, Звериноголовской, Озернинской, Прорывной, Юговской и части Каминской волости Челябинского уезда Челябинской губернии. В район вошло 16 сельсоветов: Алабугский, Беловский, Березовский, Боровлянский, Бугровской, Верхнеалабугский, Звериноголовский, Каминский, Мочаловский, Озернинский, Островской, Плотниковский, Прорывинский, Редутский, Сосново-Отногинский, Черкасовский.
Постановлением Президиума Уралоблисполкома от 31 декабря 1925 года образованы Шевченковский и Рожновский сельсоветы.
Постановлением Президиума Уралоблисполкома от 15 сентября 1926 года из Усть-Уйского района передан Доновский сельсовет.
Постановлением Президиума Курганского Окрисполкома от 22 марта 1928 года Рожновский сельсовет переименован в Красногорский.
В начале 1930-х годов Сосново-Отногинский сельсовет упразднён.
Постановлением ВЦИК от 20 апреля 1930 года из упразднённого Долговского района передан Черноборский сельсовет.
Постановлением ВЦИК от 1 января 1932 года из упразднённого Глядянского района переданы Березовский, Нижнеалабугский, Обрядовский и Ялымский сельсоветы.
Постановлением ВЦИК от 17 января 1934 года район включён в состав Челябинской области.
Постановлением ВЦИК от 18 января 1935 года Березовский, Нижнеалабугский, Обрядовский и Ялымский сельсоветы переданы во вновь образованный Глядянский район.
С 1936 года Алабугский сельсовет значится как Отряд-Алабугский сельсовет.
Указом Президиума Верховного Совета РСФСР от 27 декабря 1939 года Черноборский сельсовет предан в Куртамышский район.
Указом Президиума Верховного Совета СССР от 6 февраля 1943 года район включён в состав Курганской области.
Указом Президиума Верховного Совета РСФСР от 14 июня 1954 года упразднены Беловский, Боровлянский, Мочаловский, Островской, Редутский и Черкасовский сельсоветы.
Решением Курганского облисполкома от 29 мая 1957 года образован Притобольный сельсовет, упразднён Шевченковский сельсовет.
В 1962 году Березовский, Бугровской, Верхнеалабугский, Доновский, Каминский, Озернинский и Прорывинский сельсоветы преданы в Куртамышский район.
Указом Президиума Верховного Совета РСФСР от 1 февраля 1963 года район упразднён, его сельсоветы переданы в укрупненный Курганский сельский район.

### С 1992 года
Указом Президиума Верховного Совета РСФСР от 9 марта 1992 года Звериноголовский район образован вновь. В район вошло 7 сельсоветов: Бугровской, Озернинский и Трудовской сельсоветы переданы из Куртамышского района, Звериноголовский, Красногорский, Круглянский, Отряд-Алабугский переданы из Притобольного района.
Решением Курганского облисполкома от 31 марта 1993 года из Куртамышского района передан Прорывинский сельсовет.
Решением Курганского облисполкома от 23 ноября 1993 года образован Искринский сельсовет (ныне Искровский сельсовет).
Законом Курганской области от 3 июня 2004 года упразднён Красногорский сельсовет.
Законом Курганской области от 10 декабря 2021 года № 160 в районе упразднены все сельсоветы, муниципальный район и входившие в его состав сельские поселения были преобразованы к 20 декабря 2021 года в муниципальный округ.

## Население
| 1926   | 1939    | 1959    | 2002    | 2009    | 2010  | 2011  | 2012  |
| ------ | ------- | ------- | ------- | ------- | ----- | ----- | ----- |
| 30 715 | ↘27 561 | ↗28 983 | ↘11 755 | ↘11 069 | ↘9518 | ↘9500 | ↘9148 |
| 2013   | 2014    | 2015    | 2016    | 2017    | 2018  | 2019  | 2020  |
| ↘8786  | ↘8454   | ↘8205   | ↘7968   | ↘7820   | ↘7649 | ↘7425 | ↘7337 |
| 2021   |         |         |         |         |       |       |       |
| ↘6855  |         |         |         |         |       |       |       |

### Национальный состав
По итогам переписи населения 2010 года: русские — 84,4 %, казахи — 8,8 %, украинцы — 1,6 %
В национальном составе преобладают русские. На территории Южного Притоболья проживают потомки оренбургского казачества. В прошлом станица Звериноголовская была одним из самых восточных центров оренбургского казачества. Также здесь проживало татаро-башкирское население, относившееся к казачьему сословию. Существовала мечеть и татарская школа. К концу XX века татаро-башкирское население практически ассимилировалось среди русских и казахов. Другим заметным национальным меньшинством являются казахи, издавна кочевавшие в Притоболье. Также в населении района более 1 % составляют украинцы, потомки переселенцев разных волн.

## Территориальное устройство
В рамках административно-территориального устройства, до 2021 года район делился на административно-территориальные единицы: 8 сельсоветов.
В рамках муниципального устройства, до 2021 года в одноимённый муниципальный район входили 8 муниципальных образований со статусом сельских поселений.
| № | Бывшее муниципальное образование | Административный центр | Количество населённых пунктов | Население (чел.) | Площадь (км²) |
| - | -------------------------------- | ---------------------- | ----------------------------- | ---------------- | ------------- |
| 1 | Бугровский сельсовет             | село Бугровое          | 2                             | ↘152             | 149,19        |
| 2 | Звериноголовский сельсовет       | село Звериноголовское  | 2                             | ↘3420            | 77,08         |
| 3 | Искровский сельсовет             | посёлок Искра          | 1                             | ↘463             | 11,41         |
| 4 | Круглянский сельсовет            | село Круглое           | 5                             | ↘1033            | 250,40        |
| 5 | Озёрнинский сельсовет            | село Озёрное           | 1                             | ↘346             | 133,48        |
| 6 | Отряд-Алабугский сельсовет       | село Отряд-Алабуга     | 3                             | ↗376             | 358,34        |
| 7 | Прорывинский сельсовет           | село Прорывное         | 1                             | ↗1000            | 136,32        |
| 8 | Трудовской сельсовет             | село Труд и Знание     | 3                             | ↘500             | 242,89        |

Законом Курганской области от 10 декабря 2021 года № 160, муниципальный район и все входившие в его состав сельские поселения были упразднены и преобразованы путём их объединения в муниципальный округ; помимо этого были упразднены и сельсоветы района как его административно-территориальные единицы.

## Населённые пункты
В Звериноголовском районе (муниципальном округе) 18 населённых пунктов (все — сельские).
| №  | Населённый пункт | Тип     | Население | Бывшее муниципальное образование |
| -- | ---------------- | ------- | --------- | -------------------------------- |
| 1  | Бугровое         | село    | ↘182      | Бугровский сельсовет             |
| 2  | Верхняя Алабуга  | деревня | ↘255      | Круглянский сельсовет            |
| 3  | Жаворонки        | деревня | ↘201      | Отряд-Алабугский сельсовет       |
| 4  | Звериноголовское | село    | ↘3194     | Звериноголовский сельсовет       |
| 5  | Зубаревка        | деревня | ↘156      | Отряд-Алабугский сельсовет       |
| 6  | Искра            | посёлок | ↘463      | Искровский сельсовет             |
| 7  | Комсомольская    | деревня | ↘221      | Круглянский сельсовет            |
| 8  | Красногорка      | село    | ↘118      | Круглянский сельсовет            |
| 9  | Краснознаменка   | деревня | ↘25       | Круглянский сельсовет            |
| 10 | Круглое          | село    | ↘752      | Круглянский сельсовет            |
| 11 | Лебедевка        | деревня | ↘66       | Трудовской сельсовет             |
| 12 | Озёрное          | село    | ↘346      | Озёрнинский сельсовет            |
| 13 | Отряд-Алабуга    | село    | ↘138      | Отряд-Алабугский сельсовет       |
| 14 | Прорывное        | село    | ↗1000     | Прорывинский сельсовет           |
| 15 | Редуть           | деревня | ↘61       | Бугровский сельсовет             |
| 16 | Северный         | деревня | ↘41       | Трудовской сельсовет             |
| 17 | Труд и Знание    | село    | ↘574      | Трудовской сельсовет             |
| 18 | Украинец         | деревня | ↘226      | Звериноголовский сельсовет       |

## Экономика
Основу экономики района составляет сельское хозяйство. Самое значительное по объёмам производимой сельхозпродукции предприятие района: СПК "Колхоз «Заря». Промышленность района представлена предприятием АО «Звериноголовское ХПП», выпускающим муку и хлеб.
В районе расположен санаторий «Сосновая роща» (п. Искра).

## Достопримечательности
На спутниковых картах можно увидеть надпись «Ленину 100 лет» между с. Звериноголовским и с. Труд и Знание. Буквы образованы посаженными в 1970 году деревьями. Посадкой сосны занималось Звериноголовское лесничество под руководством его бывшего директора А. Г. Канщикова. Каждая буква в этом сообщении не менее 80 метров высотой, а длина всего сообщения превышает 600 метров.
Старинная белокаменная церковь Воздвижения Креста Господня в с. Звериноголовском, построена вместо обветшавшей деревянной церкви в 1826 году. 30 июля (11 августа)  1891 года храм посетил наследник престола цесаревич Николай Александрович, будущий император Николай II.
Памятник природы регионального значения «Чудо-дерево», которому более 190 лет, расположен в 2 км южнее пос. Искра.
Памятник природы регионального значения Абугинский бор, расположен на запад от села Укpаинец на слиянии Тобола и Убагана

## Пресса
Газета «Звериноголовские вести» основана в 1931 году. Ранее носила названия «Социалистический штурм» и «Сталинский путь», был период, когда газета не издавалась ввиду ликвидации Звериноголовского района.

## Известные жители
- Герой Советского Союза, родившийся на этой территории: В.П. Пономарёв (1924—1999)
- Герои Социалистического Труда, родившиеся на этой территории: Н.П. Глебов (1918—1987), П.И. Иванов (1913—1977), А.А. Крюков (1921—1955)

### Руководители органов исполнительной власти

#### Глава Администрации Звериноголовского района
- 1996—2000 — Ямченко Юрий Григорьевич.
- 2000—2009 — Минин Игорь Григорьевич.

#### Глава Звериноголовского района
- октябрь 2009 — 9 апреля 2013 — Зернов Дмитрий Александрович; ушёл в отставку.
- 10 апреля 2013 — 2013 — и. о. Курочкин Олег Александрович
- 24 сентября 2013 — 9 июня 2020 — Шейгец Михаил Михайлович; ушёл в отставку.
- 9 июня 2020 — 13 января 2021 — и. о. Курочкин Олег Александрович.
- 13 января 2021 — 2022 — Курочкин Олег Александрович, с 4 июля 2022 года — руководитель ликвидационной комиссии, юридическое лицо Администрация Звериноголовского района (ИНН 4507000679) находится в стадии ликвидации.

#### Главы Звериноголовского муниципального округа Курганской области
17 августа 2022 года зарегистрирована Администрация Звериноголовского муниципального округа Курганской области (ИНН 4500002532) 
- 17 августа 2022 — 31 января 2023 — Курочкин Олег Александрович, досрочно сложил полномочия в связи с состоянием здоровья.
- с 1 февраля 2023 — врио Панкратова Марина Александровна

### Руководители органов законодательной власти

#### Председатель Собрания представителей Звериноголовского района
Собрание представителей Звериноголовского района (с 2004 года — Звериноголовская районная Дума) было сформировано в 1996 году в соответствии с Законом Курганской области от 05 февраля 1996 года № 37 «О местном самоуправлении в Курганской области» и Законом Курганской области от 22 июля 1996 года № 67 «О выборах депутатов представительных органов местного самоуправления Курганской области». В соответствии с Уставом района были избраны 13 депутатов. 
- I созыв (выборы 24 ноября 1996 — 2000) — Ямченко Юрий Григорьевич
- II созыв (выборы 26 ноября 2000 — 2004) — Минин Игорь Григорьевич

#### Председатель Звериноголовской районной Думы
В соответствии с Уставом района были избраны 15 депутатов.
- III созыв (выборы 28 ноября 2004 — 2009) — Ананин Александр Васильевич
- IV созыв (выборы 14 марта 2010 — 2015) — Костенко Александр Иванович
- V созыв (выборы 13 сентября 2015 — 2020) — Костенко Александр Иванович
- VI созыв (выборы 13 сентября 2020 — 2022) — Аргинбаева Татьяна Бегатжановна; с 5 июля 2022 года — руководитель ликвидационной комиссии, юридическое лицо Звериноголовская районная Дума (ИНН 4507002193) находится в стадии ликвидации.

#### Председатель Думы Звериноголовского муниципального округа Курганской области
10 августа 2022 года зарегистрирована Дума Звериноголовского муниципального округа Курганской области (ИНН 4500003261)
- I созыв (выборы 24 апреля 2022 — 2027) — Аргинбаева Татьяна Бегатжановна